# Adrian Johns
Adrian James Johns (1951, Redruth, Cornualles, Reino Unido), fue gobernador de Gibraltar, desde el 26 de octubre de 2009 hasta el 19 de septiembre de 2013. Ha ostentado el mando de diversas unidades de la Royal Navy, y ha participado en la guerra de Irak. Ha recibido diversas condecoraciones y honores por sus servicios en la Marina.
- Datos: Q1575034
- Multimedia: Adrian Johns / Q1575034